# Bokovo-Khrustalne
Bokovo-Khrustalne (em ucraniano:  Боково-Хрустальне, em russo:  Боково-Хрустальное) é uma cidade da Ucrânia, situada no Oblast de Luhansk. Tem 28 km² de área e sua população em 2020 foi estimada em 11.588 habitantes.